# Matti Yrjölä
Matti Manu Ilmari Yrjölä, född 26 mars 1938 i Tavastkyro, är en finländsk tidigare kulstötare och senare tränare i kulstötning. Under sin aktiva karriär vann Yrjölä sex finländska mästerskap och förbättrade det finländska rekordet utomhus 16 gånger under åren 1958–1973. Sitt första finländska rekord presterade han år 1958 med 16,61 meter och det sista år 1976 med 20,84. Yrjölä är både den yngste och den äldste som tagit medalj i kulstötning vid de finländska mästerskapen åren 1957 respektive 1983.  
Under sin långa karriär utsågs Matti Yrjölä aldrig att representera Finland i Olympiska spelen. Hans bästa placering i europamästerskap var fjärde plats i Aten 1969.

## Biografi
Yrjölä var gymnastiklärare och representerade klubben Kyröskosken Ponsi från Tavastkyro. Matti Yrjöläs far Paavo Yrjölä var olympisk mästare i tiokamp.
Efter sin egen karriär har Yrjölä blivit känd som arrangör av kulakarnevalen i Tavastkyro, kulstötningstävlingar för både damer och herrar samt olika åldersklasser som arrangerats årligen sedan 1973.
År 1996 fick Yrjölä titeln idrottsråd, en hederstitel som beviljas av Finlands president.